# Diaphorus communis
Diaphorus communis är en tvåvingeart som beskrevs av White 1916. Diaphorus communis ingår i släktet Diaphorus och familjen styltflugor. Inga underarter finns listade i Catalogue of Life.